# Magescq
Magescq est une commune française située dans le département des Landes en région Nouvelle-Aquitaine.
Le gentilé est Magescquois.

## Géographie

### Localisation
Commune située dans la forêt des Landes en Marensin sur la route nationale 10 à 15 kilomètres de l'océan Atlantique et 60 kilomètres de l'Espagne.

### Communes limitrophes
Les communes limitrophes sont  Angoumé, Castets, Herm, Léon, Mées, Rivière-Saas-et-Gourby, Saint-Geours-de-Maremne, Saint-Paul-lès-Dax et Soustons.
| Léon                    | Castets                | Herm                                 |
| Soustons                | Magescq                | Saint-Paul-lès-Dax                   |
| Saint-Geours-de-Maremne | Rivière-Saas-et-Gourby | Mées, Angoumé, (par un quinquepoint) |

### Climat
Le climat qui caractérise la commune est qualifié, en 2010, de « climat océanique franc », selon la typologie des climats de la France qui compte alors huit grands types de climats en métropole. En 2020, la commune ressort du type « climat océanique » dans la classification établie par Météo-France, qui ne compte désormais, en première approche, que cinq grands types de climats en métropole. Ce type de climat se traduit par des températures douces et une pluviométrie relativement abondante (en liaison avec les perturbations venant de l'Atlantique), répartie tout au long de l'année avec un léger maximum d'octobre à février.
Les paramètres climatiques qui ont permis d’établir la typologie de 2010 comportent six variables pour les températures et huit pour les précipitations, dont les valeurs correspondent à la normale 1971-2000. Les sept principales variables caractérisant la commune sont présentées dans l'encadré ci-après.
| Paramètres climatiques communaux sur la période 1971-2000 - Moyenne annuelle de température : 13,4 °C - Nombre de jours avec une température inférieure à −5 °C : 1,5 j - Nombre de jours avec une température supérieure à 30 °C : 5,6 j - Amplitude thermique annuelle : 13,4 °C - Cumuls annuels de précipitation : 1 302 mm - Nombre de jours de précipitation en janvier : 13,2 j - Nombre de jours de précipitation en juillet : 8 j |

Avec le changement climatique, ces variables ont évolué. Une étude réalisée en 2014 par la Direction générale de l'Énergie et du Climat complétée par des études régionales prévoit en effet que la température moyenne devrait croître et la pluviométrie moyenne baisser, avec toutefois de fortes variations régionales. La station météorologique de Météo-France installée sur la commune et en service de 1951 à 2016 permet de connaître en continu l'évolution des indicateurs météorologiques. Le tableau détaillé pour la période 1981-2010 est présenté ci-après.
| Mois                                  | jan.             | fév.            | mars            | avril           | mai             | juin          | jui.           | août           | sep.          | oct.            | nov.           | déc.             | année      |
| ------------------------------------- | ---------------- | --------------- | --------------- | --------------- | --------------- | ------------- | -------------- | -------------- | ------------- | --------------- | -------------- | ---------------- | ---------- |
| Température minimale moyenne (°C)     | 2,5              | 2,5             | 4,3             | 6,3             | 10              | 13            | 14,8           | 14,8           | 12,1          | 9,6             | 5,5            | 3,2              | 8,2        |
| Température moyenne (°C)              | 6,9              | 7,7             | 10,3            | 12,1            | 15,9            | 18,8          | 20,8           | 21             | 18,6          | 15,1            | 10,1           | 7,4              | 13,8       |
| Température maximale moyenne (°C)     | 11,3             | 13              | 16,2            | 18              | 21,8            | 24,7          | 26,8           | 27,1           | 25            | 20,7            | 14,8           | 11,6             | 19,3       |
| Record de froid (°C) date du record   | −16,4 15.01.1985 | −15 11.02.1956  | −11 06.03.1971  | −5,2 12.04.1958 | −1 01.05.1976   | 1 04.06.1969  | 4,2 06.07.1965 | 4,6 17.08.1966 | 1 18.09.1966  | −4 31.10.1956   | −10 23.11.1988 | −13,4 25.12.1962 | −16,4 1985 |
| Record de chaleur (°C) date du record | 23,2 22.01.1960  | 27,2 23.02.1990 | 30,4 21.03.1990 | 33,2 28.04.10   | 36,8 30.05.1996 | 40,8 26.06.11 | 40,2 21.07.09  | 42,2 17.08.12  | 38,2 05.09.06 | 33,6 02.10.1985 | 29,6 08.11.15  | 26,8 12.12.1961  | 42,2 2012  |
| Précipitations (mm)                   | 122,3            | 105,1           | 91,2            | 113,4           | 95,8            | 81,8          | 60,7           | 77,4           | 102,1         | 139,8           | 171,6          | 136,5            | 1 297,7    |

## Urbanisme

### Typologie
Au 1er janvier 2024, Magescq est catégorisée bourg rural, selon la nouvelle grille communale de densité à sept niveaux définie par l'Insee en 2022.
Elle est située hors unité urbaine. Par ailleurs la commune fait partie de l'aire d'attraction de Dax, dont elle est une commune de la couronne,. Cette aire, qui regroupe 60 communes, est catégorisée dans les aires de 50 000 à moins de 200 000 habitants,.

### Occupation des sols

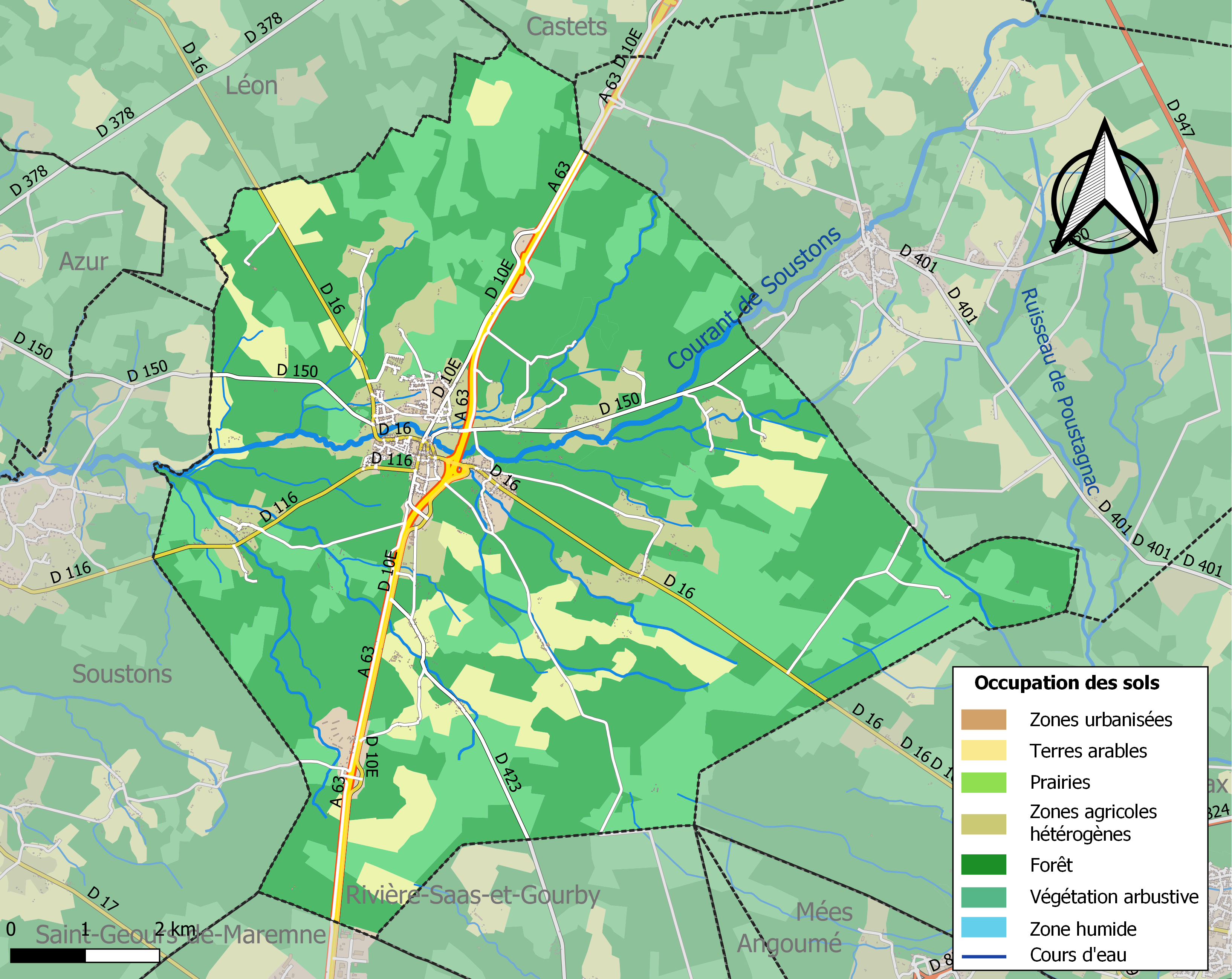
Carte des infrastructures et de l'occupation des sols de la commune en 2018 (CLC).

L'occupation des sols de la commune, telle qu'elle ressort de la base de données européenne d’occupation biophysique des sols Corine Land Cover (CLC), est marquée par l'importance des forêts et milieux semi-naturels (79,6 % en 2018), en diminution par rapport à 1990 (86,6 %). La répartition détaillée en 2018 est la suivante : forêts (52,7 %), milieux à végétation arbustive et/ou herbacée (26,9 %), terres arables (9,7 %), zones agricoles hétérogènes (7,5 %), zones urbanisées (1,8 %), zones industrielles ou commerciales et réseaux de communication (1,4 %). L'évolution de l’occupation des sols de la commune et de ses infrastructures peut être observée sur les différentes représentations cartographiques du territoire : la carte de Cassini (XVIIIe siècle), la carte d'état-major (1820-1866) et les cartes ou photos aériennes de l'IGN pour la période actuelle (1950 à aujourd'hui).

### Voies de communication et transports

#### Voies
| 94 odonymes recensés à Magescq au 12 janvier 2014 | 94 odonymes recensés à Magescq au 12 janvier 2014 | 94 odonymes recensés à Magescq au 12 janvier 2014 | 94 odonymes recensés à Magescq au 12 janvier 2014 | 94 odonymes recensés à Magescq au 12 janvier 2014 | 94 odonymes recensés à Magescq au 12 janvier 2014 | 94 odonymes recensés à Magescq au 12 janvier 2014 | 94 odonymes recensés à Magescq au 12 janvier 2014 | 94 odonymes recensés à Magescq au 12 janvier 2014 | 94 odonymes recensés à Magescq au 12 janvier 2014 | 94 odonymes recensés à Magescq au 12 janvier 2014 | 94 odonymes recensés à Magescq au 12 janvier 2014 | 94 odonymes recensés à Magescq au 12 janvier 2014 | 94 odonymes recensés à Magescq au 12 janvier 2014 | 94 odonymes recensés à Magescq au 12 janvier 2014 | 94 odonymes recensés à Magescq au 12 janvier 2014 |
| Allée                                             | Avenue                                            | Bld                                               | Chemin                                            | Cité                                              | Impasse                                           | Parvis                                            | Place                                             | Quai                                              | Rd-point                                          | Route                                             | Rue                                               | Square                                            | Villa                                             | Autres                                            | Total                                             |
| ------------------------------------------------- | ------------------------------------------------- | ------------------------------------------------- | ------------------------------------------------- | ------------------------------------------------- | ------------------------------------------------- | ------------------------------------------------- | ------------------------------------------------- | ------------------------------------------------- | ------------------------------------------------- | ------------------------------------------------- | ------------------------------------------------- | ------------------------------------------------- | ------------------------------------------------- | ------------------------------------------------- | ------------------------------------------------- |
| 1                                                 | 6                                                 | 0                                                 | 26                                                | 0                                                 | 11                                                | 0                                                 | 2                                                 | 0                                                 | 0                                                 | 17                                                | 28                                                | 0                                                 | 0                                                 | 3                                                 | 94                                                |
| Notes « N »                                       | Notes « N »                                       | 1. 2. 3. 4.                                       | 1. 2. 3. 4.                                       | 1. 2. 3. 4.                                       | 1. 2. 3. 4.                                       | 1. 2. 3. 4.                                       | 1. 2. 3. 4.                                       | 1. 2. 3. 4.                                       | 1. 2. 3. 4.                                       | 1. 2. 3. 4.                                       | 1. 2. 3. 4.                                       | 1. 2. 3. 4.                                       | 1. 2. 3. 4.                                       | 1. 2. 3. 4.                                       | 1. 2. 3. 4.                                       |
| Sources : rue-ville.info & OpenStreetMap          |                                                   |                                                   |                                                   |                                                   |                                                   |                                                   |                                                   |                                                   |                                                   |                                                   |                                                   |                                                   |                                                   |                                                   |                                                   |

### Risques majeurs
Le territoire de la commune de Magescq est vulnérable à différents aléas naturels : météorologiques (tempête, orage, neige, grand froid, canicule ou sécheresse), feux de forêts, mouvements de terrains et séisme (sismicité faible). Il est également exposé à un risque technologique, le transport de matières dangereuses. Un site publié par le BRGM permet d'évaluer simplement et rapidement les risques d'un bien localisé soit par son adresse soit par le numéro de sa parcelle.

#### Risques naturels
Magescq est exposée au risque de feu de forêt. Depuis le 20 avril 2016, les départements de la Gironde, des Landes et de Lot-et-Garonne disposent d’un règlement interdépartemental de protection de la forêt contre les incendies. Ce règlement vise à mieux prévenir les incendies de forêt, à faciliter les interventions des services et à limiter les conséquences, que ce soit par le débroussaillement, la limitation de l’apport du feu ou la réglementation des activités en forêt. Il définit en particulier cinq niveaux de vigilance croissants auxquels sont associés différentes mesures,.
Les mouvements de terrains susceptibles de se produire sur la commune sont des tassements différentiels.

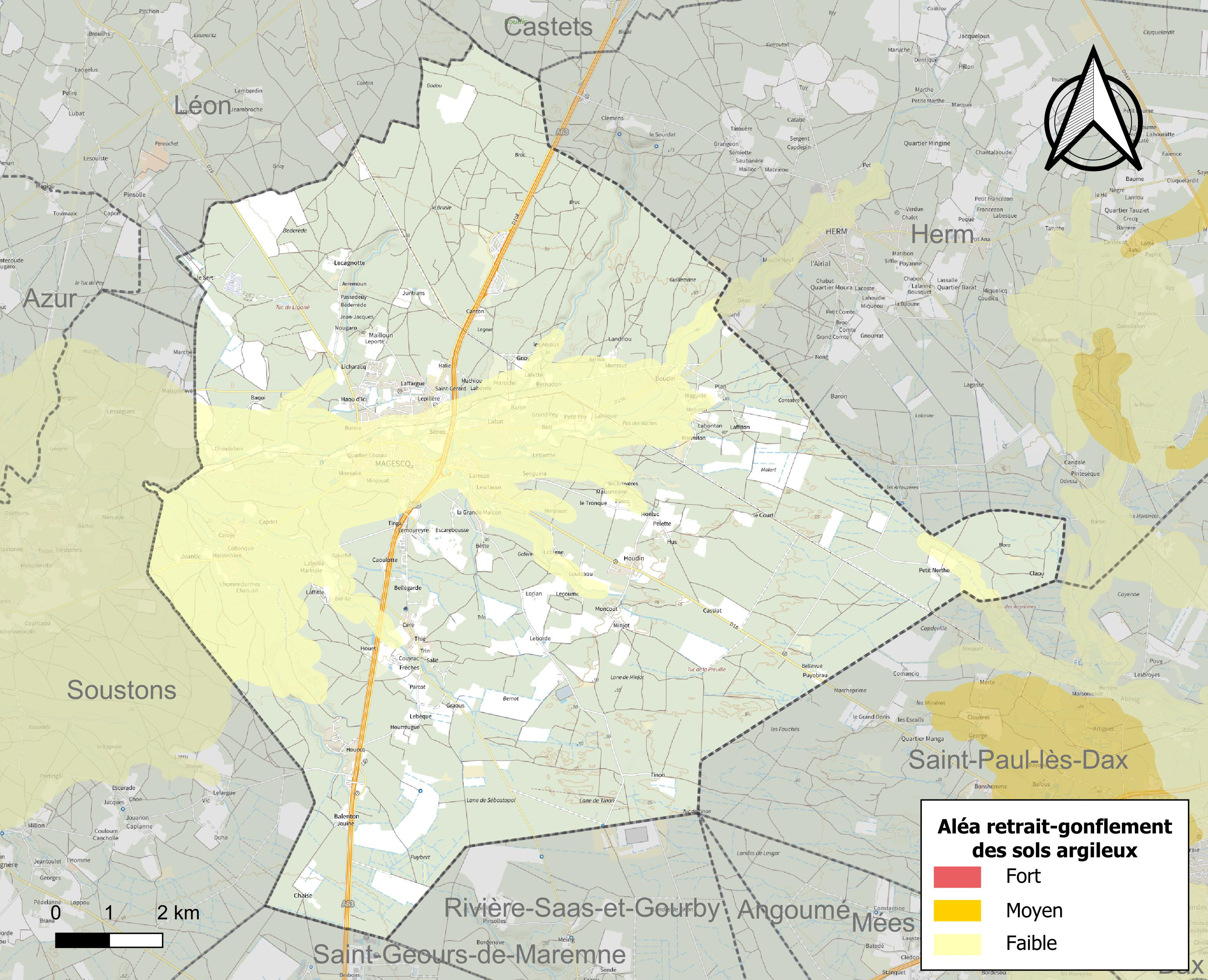
Carte des zones d'aléa retrait-gonflement des sols argileux de Magescq.

Le retrait-gonflement des sols argileux est susceptible d'engendrer des dommages importants aux bâtiments en cas d’alternance de périodes de sécheresse et de pluie. Aucune partie du territoire de la commune n'est en aléa moyen ou fort (19,2 % au niveau départemental et 48,5 % au niveau national). Sur les 907 bâtiments dénombrés sur la commune en 2019, aucun n'est en aléa moyen ou fort, à comparer aux 17 % au niveau départemental et 54 % au niveau national. Une cartographie de l'exposition du territoire national au retrait gonflement des sols argileux est disponible sur le site du BRGM,.
La commune a été reconnue en état de catastrophe naturelle au titre des dommages causés par les inondations et coulées de boue survenues en 1999, 2009 et 2020 et au titre des inondations par remontée de nappe en 2014 et par des mouvements de terrain en 1999.

#### Risques technologiques
Le risque de transport de matières dangereuses sur la commune est lié à sa traversée par une ou des infrastructures routières ou ferroviaires importantes ou la présence d'une canalisation de transport d'hydrocarbures. Un accident se produisant sur de telles infrastructures est susceptible d’avoir des effets graves sur les biens, les personnes ou l'environnement, selon la nature du matériau transporté. Des dispositions d’urbanisme peuvent être préconisées en conséquence.

## Toponymie
Le nom Magescq vient du gascon magesc, lieu lié au stockage et au débit du vin,,.
Son nom gascon est Magesc.

## Histoire
Le trajet entre Bordeaux et Bayonne durait, autrefois, trois jours. Magescq est restée pendant plusieurs siècles une étape de ce voyage.

### Héraldique
| Blason | Blasonnement : De gueules au pin maritime arraché de sinople, fûté d’argent, accosté de deux coquilles du même ; au chef losangé d’or et de gueules d’une tire. |

## Politique et administration
| Période                                  | Période   | Identité              | Étiquette | Qualité                                                                     |
| ---------------------------------------- | --------- | --------------------- | --------- | --------------------------------------------------------------------------- |
| 1820                                     | 1826      | Jean-Baptiste Desbiey |           | Juge de paix à Castets                                                      |
| 1871                                     | 1874      | Rodolphe Desbiey      |           |                                                                             |
| Les données manquantes sont à compléter. |           |                       |           |                                                                             |
| 1987                                     | mars 2001 | Jean Mora             |           | Garagiste                                                                   |
| mars 2001                                | mars 2020 | Jean-Claude Saubion   | PS        | Exploitant agricole retraité Vice-président de la CC Maremne Adour Côte Sud |
| mars 2020                                | En cours  | Alain Soumat          | SE        | Retraité de banque, ancien adjoint au maire                                 |
| Les données manquantes sont à compléter. |           |                       |           |                                                                             |

## Démographie
| 1793 | 1800 | 1806 | 1821  | 1831  | 1836  | 1841  | 1846  | 1851  |
| ---- | ---- | ---- | ----- | ----- | ----- | ----- | ----- | ----- |
| 953  | 901  | 923  | 1 078 | 1 414 | 1 556 | 1 606 | 1 601 | 1 705 |

| 1856  | 1861  | 1866  | 1872  | 1876  | 1881  | 1886  | 1891  | 1896  |
| ----- | ----- | ----- | ----- | ----- | ----- | ----- | ----- | ----- |
| 1 823 | 1 756 | 1 949 | 1 901 | 1 803 | 1 761 | 1 779 | 1 767 | 1 735 |

| 1901  | 1906  | 1911  | 1921  | 1926  | 1931  | 1936  | 1946  | 1954  |
| ----- | ----- | ----- | ----- | ----- | ----- | ----- | ----- | ----- |
| 1 712 | 1 712 | 1 750 | 1 564 | 1 542 | 1 510 | 1 414 | 1 344 | 1 241 |

| 1962  | 1968  | 1975  | 1982  | 1990  | 1999  | 2006  | 2008  | 2013  |
| ----- | ----- | ----- | ----- | ----- | ----- | ----- | ----- | ----- |
| 1 110 | 1 109 | 1 111 | 1 149 | 1 218 | 1 378 | 1 619 | 1 688 | 1 977 |

| 2018  | 2022  | - | - | - | - | - | - | - |
| ----- | ----- | - | - | - | - | - | - | - |
| 2 244 | 2 602 | - | - | - | - | - | - | - |

## Lieux et monuments

### Édifices et sites

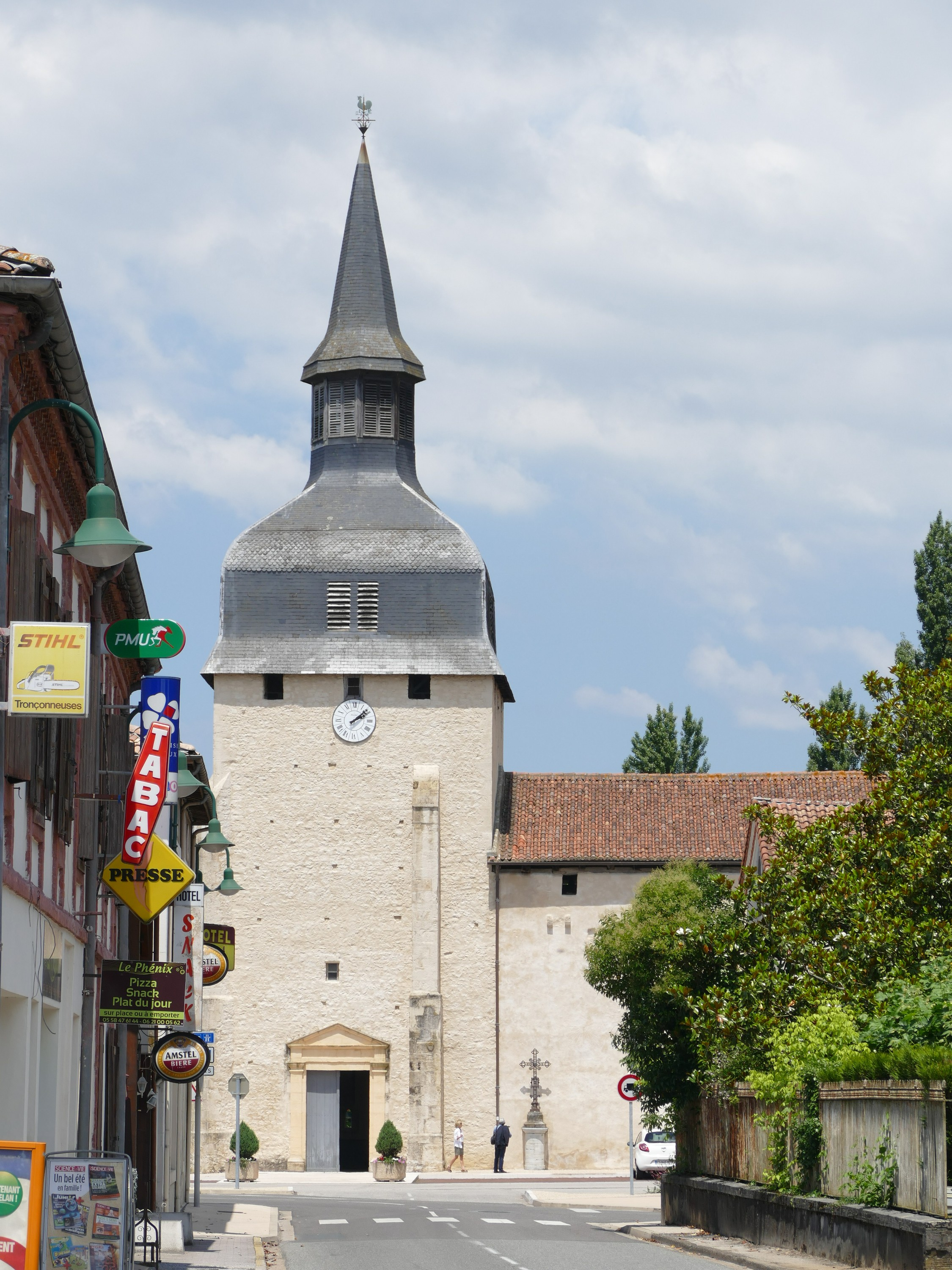
L'église Notre-Dame.

- L'église Notre-Dame est l'une des plus singulières de la région ; c'est une ancienne fortification couverte aux dimensions imposantes construite par les Anglais. L'année exacte de sa construction est inconnue. Sa partie la plus ancienne, l'abside sur le côté est, date du XIIe siècle. Elle fut en grande partie rénovée en 2010.
- La pierre de Tinon, autrefois appelée pierre des Sorcières, qui délimite cinq communes, et qui de nos jours une destination pour de nombreux randonneurs.

## Personnalités liées à la commune
- Xavier de Cardaillac (1858-1930), avocat, traducteur, historien et journaliste mort à Magescq.
- Claude Dourthe (1948-), joueur de rugby né à Magescq.